# كارلوس بارا (لاعب كرة قدم مواليد 1996)
كارلوس بارا (بالإسبانية: Carlos Parra Aranzo)‏ هو لاعب كرة قدم إسباني في مركز الدفاع، ولد في 18 فبراير 1996 في مدريد في إسبانيا. لعب مع رايو ماخاداهوندا.

## وصلات خارجية
- كارلوس بارا (لاعب كرة قدم مواليد 1996) على موقع قاعدة بيانات كرة القدم.إي يو (الإنجليزية)
- كارلوس بارا (لاعب كرة قدم مواليد 1996) على موقع Soccerway.com (الإنجليزية)